# Паренда
Паренда — деревня в Чунском районе Иркутской области России. Входит в состав Весёловского сельского поселения. Находится примерно в 19 км к югу от районного центра.

## Население
По данным Всероссийской переписи, в 2010 году в деревне проживали 354 человека (181 мужчины и 173 женщины).